# Dave Spitz
Dave „The Beast” Spitz (n. 1 aprilie 1955 în New York) este un muzician american care a cântat la chitară bas pentru Black Sabbath din 1985 până în 1987 apărând pe albumul Seventh Star (1986). Cu toate că a fost creditat și pe albumul The Eternal Idol (1987), nu a cântat pe acesta. De fapt în timpul înregistrării albumului a fost concediat de către producătorul Jegg Glixman din cauza comportamentului său.
1. ↑  Czech National Authority Database, accesat în 1 martie 2022